# Marintoumania
Marintoumania is een gemeente (commune) in de regio Kayes in Mali. De gemeente telt 8100 inwoners (2009).